# Enicospilus
Enicospilus is een geslacht van insecten uit de orde vliesvleugeligen (Hymenoptera) en de familie Ichneumonidae.

## Soorten
- Enicospilus abdominalis (Szepligeti, 1906)
- Enicospilus abelardoi
- Enicospilus abessyniensis
- Enicospilus aciculatus (Taschenberg, 1875)
- Enicospilus acutus Shimizu, 2020
- Enicospilus addendus
- Enicospilus adek
- Enicospilus aduncicostatus
- Enicospilus aepulus
- Enicospilus aequalis
- Enicospilus aeus
- Enicospilus agrophus
- Enicospilus ahngeri
- Enicospilus akainus
- Enicospilus aktites
- Enicospilus albigena
- Enicospilus albiger
- Enicospilus alipherus
- Enicospilus alvaroi
- Enicospilus amarus
- Enicospilus amasus
- Enicospilus amboni
- Enicospilus americanus
- Enicospilus amoenus
- Enicospilus amplipennis
- Enicospilus amygdalis
- Enicospilus anaxeus
- Enicospilus ancilospilus
- Enicospilus angustatus
- Enicospilus antefurcalis
- Enicospilus antennatus
- Enicospilus antimena
- Enicospilus apicalis
- Enicospilus apollyon
- Enicospilus approximatus
- Enicospilus arduus
- Enicospilus arenus
- Enicospilus ares
- Enicospilus argus
- Enicospilus aschitus
- Enicospilus ashbyi
- Enicospilus asiaticus
- Enicospilus atoponeurus
- Enicospilus atrodecoratus
- Enicospilus attis
- Enicospilus aurangabadensis
- Enicospilus avestus
- Enicospilus aylax
- Enicospilus babaulti
- Enicospilus bacillaris
- Enicospilus baduri
- Enicospilus baeus
- Enicospilus bajulus
- Enicospilus bakerielli
- Enicospilus baltodanorum
- Enicospilus bantu
- Enicospilus barbarae
- Enicospilus batus
- Enicospilus bebelus
- Enicospilus bellator
- Enicospilus belosus
- Enicospilus bensoni
- Enicospilus betanimenus
- Enicospilus bharatensis
- Enicospilus bicarinatus
- Enicospilus bicolor
- Enicospilus bicoloratus
- Enicospilus bifasciatus
- Enicospilus bifoveolatus
- Enicospilus biharensis
- Enicospilus biimpressus
- Enicospilus bima
- Enicospilus bimaculator
- Enicospilus bipartitus
- Enicospilus biroi
- Enicospilus birotellus
- Enicospilus bituberculatus
- Enicospilus biumbratus
- Enicospilus bohong
- Enicospilus boleti
- Enicospilus bonaberiensis
- Enicospilus boonamini
- Enicospilus borroloolai
- Enicospilus bozai
- Enicospilus braekeli
- Enicospilus brandti
- Enicospilus braunsii
- Enicospilus brenesiae
- Enicospilus bres
- Enicospilus bresmus
- Enicospilus brevicornis
- Enicospilus brevis
- Enicospilus breviterebrus
- Enicospilus bruneiensis
- Enicospilus bukiti
- Enicospilus bunoh
- Enicospilus burgosi
- Enicospilus cactus
- Enicospilus caenospilus
- Enicospilus camboui
- Enicospilus cameronii
- Enicospilus camerunensis
- Enicospilus capensis (Thunberg, 1824)
- Enicospilus cardaleae
- Enicospilus cariosus
- Enicospilus carlota
- Enicospilus carri
- Enicospilus castaneus
- Enicospilus castor
- Enicospilus catemacoi
- Enicospilus ceciliae
- Enicospilus cednus
- Enicospilus celebensis
- Enicospilus cepillo
- Enicospilus cerebrator
- Enicospilus cerialis
- Enicospilus ceylonicus
- Enicospilus chaconi
- Enicospilus chaoi
- Enicospilus charus
- Enicospilus cheesmaniellae
- Enicospilus cheoi
- Enicospilus chion
- Enicospilus chiriquensis
- Enicospilus chiuae
- Enicospilus choui
- Enicospilus cingulatus
- Enicospilus cionobius
- Enicospilus cittus
- Enicospilus claggi
- Enicospilus clarkorum
- Enicospilus clathratus
- Enicospilus coarctatus
- Enicospilus cohacarus
- Enicospilus colini
- Enicospilus columbianus
- Enicospilus combustus (Gravenhorst, 1829)
- Enicospilus comes
- Enicospilus commoni
- Enicospilus communis
- Enicospilus concentralis Cushman, 1937
- Enicospilus congoensis
- Enicospilus consobrinus
- Enicospilus convolvulus
- Enicospilus corcovadoi
- Enicospilus corculus
- Enicospilus cornifuscus
- Enicospilus corrugans
- Enicospilus corvinus
- Enicospilus cressoni
- Enicospilus cruciator
- Enicospilus cubensis
- Enicospilus cubitalis
- Enicospilus cupreus
- Enicospilus cushmani
- Enicospilus cybele
- Enicospilus cyclops
- Enicospilus dajaboni
- Enicospilus damius
- Enicospilus daradae
- Enicospilus dasychirae Cameron, 1905
- Enicospilus daulus
- Enicospilus dayi
- Enicospilus decaryi
- Enicospilus delphi
- Enicospilus devriesi
- Enicospilus diabolicus
- Enicospilus dimidiator
- Enicospilus diminutus
- Enicospilus diotimus
- Enicospilus diro
- Enicospilus dirzoi
- Enicospilus dispilus
- Enicospilus ditor
- Enicospilus divisus
- Enicospilus dnopherus
- Enicospilus dolosus
- Enicospilus donahuei
- Enicospilus donor
- Enicospilus doylei
- Enicospilus drakensbergi
- Enicospilus drasmosus
- Enicospilus dryas
- Enicospilus drymosus
- Enicospilus dubitator
- Enicospilus dubius
- Enicospilus duckworthi
- Enicospilus eastopi
- Enicospilus echeverri
- Enicospilus eirmosus
- Enicospilus emcedius
- Enicospilus enderleini
- Enicospilus enicospilus
- Enicospilus enigmus
- Enicospilus enormous
- Enicospilus equatus
- Enicospilus erasi
- Enicospilus ergias
- Enicospilus erythrocerus (Cameron, 1905)
- Enicospilus estradarum
- Enicospilus eurygnathus
- Enicospilus evadne
- Enicospilus evanescens
- Enicospilus exaggeratus
- Enicospilus exosus
- Enicospilus exoticus
- Enicospilus expeditus
- Enicospilus faciator
- Enicospilus fallax
- Enicospilus famantrus
- Enicospilus fananus
- Enicospilus fatalis
- Enicospilus faustus
- Enicospilus fenestralis
- Enicospilus fernaldi
- Enicospilus fetus
- Enicospilus finalis
- Enicospilus fittoni
- Enicospilus flatus
- Enicospilus flavicaput
- Enicospilus flavipennis
- Enicospilus flavivenae
- Enicospilus flavocephalus (Kirby, 1900)
- Enicospilus flavofuscus
- Enicospilus flavorbitalis
- Enicospilus flavoscutellatus
- Enicospilus flavostigma
- Enicospilus flavus
- Enicospilus fogdenorum
- Enicospilus formosensis (Uchida, 1928)
- Enicospilus forsythei
- Enicospilus fosteri
- Enicospilus fraucai
- Enicospilus fufius
- Enicospilus fullawayi
- Enicospilus funebris
- Enicospilus fungoideus
- Enicospilus furius
- Enicospilus fuscatus
- Enicospilus fuscus
- Enicospilus fusiformis
- Enicospilus gabrieli
- Enicospilus galilea
- Enicospilus gallegosi
- Enicospilus gamezi
- Enicospilus gardei
- Enicospilus garionus
- Enicospilus gasteralis
- Enicospilus gauldi
- Enicospilus georginae
- Enicospilus geus
- Enicospilus gibbus
- Enicospilus glabratus
- Enicospilus glarus
- Enicospilus glyphanosus
- Enicospilus gomezpompai
- Enicospilus gonidius
- Enicospilus gracilis
- Enicospilus grammospilus
- Enicospilus grandiflavus
- Enicospilus grandis
- Enicospilus gressitti
- Enicospilus grilloi
- Enicospilus guatemalensis
- Enicospilus guindoni
- Enicospilus guptai
- Enicospilus haberi
- Enicospilus hacha
- Enicospilus halffteri
- Enicospilus hallwachsae
- Enicospilus hamatus
- Enicospilus hannibalis
- Enicospilus hansonorum
- Enicospilus harmonius
- Enicospilus hawaiensis
- Enicospilus hecastus
- Enicospilus hedilis
- Enicospilus hei
- Enicospilus heinrichi
- Enicospilus helena
- Enicospilus heliothidis
- Enicospilus helvolus
- Enicospilus hemicrescellae
- Enicospilus hemiphaeus
- Enicospilus henryi
- Enicospilus hercyni
- Enicospilus herero
- Enicospilus hirayamai
- Enicospilus hookeri
- Enicospilus hoplus
- Enicospilus hospes
- Enicospilus hova
- Enicospilus howdenorum
- Enicospilus hubbelli
- Enicospilus hubeiensis
- Enicospilus hunanicus
- Enicospilus hyailosus
- Enicospilus iangauldi
- Enicospilus iapetus
- Enicospilus icterus
- Enicospilus incognitus
- Enicospilus incubus
- Enicospilus indovus
- Enicospilus inflexocarinatus
- Enicospilus inflexus
- Enicospilus inghami
- Enicospilus insinuator (Smith, 1860)
- Enicospilus insularis
- Enicospilus interruptus
- Enicospilus iphias
- Enicospilus iracundus
- Enicospilus iridipennis
- Enicospilus isolde
- Enicospilus ixion
- Enicospilus janakus
- Enicospilus janus
- Enicospilus javanus (Szepligeti, 1910)
- Enicospilus jesicae
- Enicospilus jilinensis Tang, 1990
- Enicospilus junctus
- Enicospilus justus
- Enicospilus jynx
- Enicospilus kaalae
- Enicospilus kadiosus
- Enicospilus kaindi
- Enicospilus kalveus
- Enicospilus kanshirensis
- Enicospilus karrensis
- Enicospilus katanus
- Enicospilus kelloggae
- Enicospilus kigasirae
- Enicospilus kikuchii Shimizu, 2017
- Enicospilus kiritshenkoi
- Enicospilus kleini
- Enicospilus kobus
- Enicospilus kokujevi
- Enicospilus kondarensis
- Enicospilus kraussi
- Enicospilus krombeini
- Enicospilus krossus
- Enicospilus ktesus
- Enicospilus kunigamiensis Shimizu, 2020
- Enicospilus lacsa
- Enicospilus lacteus
- Enicospilus lanafius
- Enicospilus lancasteri
- Enicospilus laqueatus (Enderlein, 1921)
- Enicospilus larati
- Enicospilus laridus
- Enicospilus latus
- Enicospilus laurenae
- Enicospilus lebophagus
- Enicospilus leionotus
- Enicospilus leneus
- Enicospilus leoni
- Enicospilus leucocotis
- Enicospilus lictus
- Enicospilus lieftincki
- Enicospilus liesneri
- Enicospilus limax
- Enicospilus limnophilus Shimizu, 2020
- Enicospilus lineatus
- Enicospilus lineolatus
- Enicospilus liris
- Enicospilus litae
- Enicospilus longicornis
- Enicospilus longitarsis
- Enicospilus loudontae
- Enicospilus lovejoyi
- Enicospilus lucumus
- Enicospilus luebberti
- Enicospilus luisi
- Enicospilus lupemejia
- Enicospilus luquillo
- Enicospilus luzoni
- Enicospilus maai
- Enicospilus mactra
- Enicospilus maculipennis
- Enicospilus madrigalae
- Enicospilus mahalonius
- Enicospilus major
- Enicospilus mamatsus
- Enicospilus marathwadensis
- Enicospilus marini
- Enicospilus maritus
- Enicospilus maritzai
- Enicospilus marjorieae
- Enicospilus marocator
- Enicospilus martae
- Enicospilus maruyamanus (Uchida, 1928)
- Enicospilus masneri
- Enicospilus masoni
- Enicospilus matsumurai Shimizu, 2020
- Enicospilus mauritii
- Enicospilus maurus
- Enicospilus mayi
- Enicospilus mecophlebius
- Enicospilus medianus
- Enicospilus melanocarpus Cameron, 1905
- Enicospilus melanochromus
- Enicospilus meledonosus
- Enicospilus memnon
- Enicospilus mengoi
- Enicospilus meniscus
- Enicospilus merdarius
- Enicospilus merion
- Enicospilus merulus
- Enicospilus mespilus
- Enicospilus mexicanus
- Enicospilus microspilus
- Enicospilus minisculus
- Enicospilus mirax
- Enicospilus miscophus
- Enicospilus mnous
- Enicospilus moea
- Enicospilus molokaiensis
- Enicospilus monostigma
- Enicospilus montaguei
- Enicospilus monticola
- Enicospilus morleyi
- Enicospilus morobe
- Enicospilus multidens Chiu, 1954
- Enicospilus muluensis
- Enicospilus muscus
- Enicospilus mysticus
- Enicospilus mythrus
- Enicospilus nanjingensis
- Enicospilus natalensis
- Enicospilus nathani
- Enicospilus nefarius
- Enicospilus neotropicus
- Enicospilus nephele
- Enicospilus nervellator
- Enicospilus nesius
- Enicospilus nigribasalis (Uchida, 1928)
- Enicospilus nigricornis
- Enicospilus nigrinervis
- Enicospilus nigristigma Cushman, 1937
- Enicospilus nigriventris
- Enicospilus nigrolineatus
- Enicospilus nigronotatus Cameron, 1903
- Enicospilus nigropectus Cameron, 1905
- Enicospilus nitetus
- Enicospilus noonai
- Enicospilus nops
- Enicospilus nothofagus
- Enicospilus nothozus
- Enicospilus novoguineensis
- Enicospilus nubeculatus
- Enicospilus nugalis
- Enicospilus obtusangulus
- Enicospilus ocellatus
- Enicospilus octus
- Enicospilus oculator
- Enicospilus odax
- Enicospilus oduberi
- Enicospilus ofellus
- Enicospilus olor
- Enicospilus olthofi
- Enicospilus opacitor
- Enicospilus opheltes
- Enicospilus opleri
- Enicospilus orbitalis
- Enicospilus orestes
- Enicospilus orgilus
- Enicospilus orientalis
- Enicospilus orosii
- Enicospilus oswaldi
- Enicospilus oweni
- Enicospilus ovius
- Enicospilus oxyurus
- Enicospilus pacificus
- Enicospilus pallidistigma
- Enicospilus pallidus
- Enicospilus pamelae
- Enicospilus paniscus
- Enicospilus pantanae
- Enicospilus parabatus
- Enicospilus parkeri
- Enicospilus paupus
- Enicospilus pectinosus
- Enicospilus peigleri
- Enicospilus perkinsi
- Enicospilus perlatus
- Enicospilus perseus
- Enicospilus persimilis
- Enicospilus pescadori
- Enicospilus pescator
- Enicospilus phaolus
- Enicospilus philippinensis
- Enicospilus pilmus
- Enicospilus pinguivena
- Enicospilus pinus
- Enicospilus pionus
- Enicospilus plagiatus
- Enicospilus plicatus
- Enicospilus pluvius
- Enicospilus polemus
- Enicospilus pollux
- Enicospilus polyspilus
- Enicospilus porteri
- Enicospilus pressuratus
- Enicospilus prolixus
- Enicospilus proscus
- Enicospilus prospiracularis
- Enicospilus psammus
- Enicospilus pseudantennatus
- Enicospilus pseudoconspersae (Sonan, 1927)
- Enicospilus pseudonugalis
- Enicospilus pseudonymus
- Enicospilus pseudopuncticulatus Shimizu, 2020
- Enicospilus pudibundae (Uchida, 1928)
- Enicospilus pulkus
- Enicospilus puncticulatus Tang, 1990
- Enicospilus punctipinnis
- Enicospilus pungens (Smith, 1874)
- Enicospilus purgatus
- Enicospilus purifenestratus
- Enicospilus pusillus
- Enicospilus quietus
- Enicospilus quintanai
- Enicospilus quirinus
- Enicospilus quogiae
- Enicospilus radialis
- Enicospilus ramidulops
- Enicospilus ramidulus (Linnaeus, 1758)
- Enicospilus randalli
- Enicospilus recavus
- Enicospilus rechingeri
- Enicospilus rehanarius
- Enicospilus repentinus
- Enicospilus reti
- Enicospilus retsifoius
- Enicospilus rhanus
- Enicospilus rhetus
- Enicospilus riukiuensis (Matsumura & Uchida, 1926)
- Enicospilus robertoi
- Enicospilus rogus
- Enicospilus rubens
- Enicospilus rufinervis
- Enicospilus rufoniger
- Enicospilus rufus
- Enicospilus ruidus
- Enicospilus rundiensis
- Enicospilus runicus
- Enicospilus ruscus
- Enicospilus ruskini
- Enicospilus russatus
- Enicospilus ruwenzorius
- Enicospilus sakaguchii (Matsumura & Uchida, 1926)
- Enicospilus sambucus
- Enicospilus sanchezi
- Enicospilus sarukhani
- Enicospilus sausi
- Enicospilus sauteri (Enderlein, 1921)
- Enicospilus scitus
- Enicospilus scuintlei
- Enicospilus sedlaceki
- Enicospilus selenospilus
- Enicospilus selmatos
- Enicospilus semenovi
- Enicospilus seminiger
- Enicospilus senescens
- Enicospilus serphus
- Enicospilus sesamiae
- Enicospilus seyrigi
- Enicospilus shanahani
- Enicospilus sharkeyi Shimizu, 2020
- Enicospilus shiheziensis
- Enicospilus shikokuensis (Uchida, 1928)
- Enicospilus shinkanus (Uchida, 1928)
- Enicospilus shoyozanus
- Enicospilus sichuanensis
- Enicospilus sigmatoides
- Enicospilus signativentris (Tosquinet, 1903)
- Enicospilus simandrius
- Enicospilus simillimus
- Enicospilus simoni
- Enicospilus sinadoneurus
- Enicospilus sinicus
- Enicospilus skeltonii
- Enicospilus sliochus
- Enicospilus sofroni
- Enicospilus sondrae
- Enicospilus sotadus
- Enicospilus spathius
- Enicospilus sphenus
- Enicospilus stelulatus
- Enicospilus stenophleps Cushman, 1937
- Enicospilus stenopsis
- Enicospilus stevensi
- Enicospilus stimulator
- Enicospilus straatmani
- Enicospilus streblus
- Enicospilus striatipleuris
- Enicospilus strigilatus
- Enicospilus stygius
- Enicospilus stylus
- Enicospilus subhubeiensis
- Enicospilus susu
- Enicospilus suttoni
- Enicospilus szepligetii
- Enicospilus taberi
- Enicospilus takakuwai Shimizu, 2020
- Enicospilus talaorus
- Enicospilus taras
- Enicospilus tates
- Enicospilus taxus
- Enicospilus teleus
- Enicospilus tenuigena
- Enicospilus teodorae
- Enicospilus terebrus
- Enicospilus teremariae
- Enicospilus ternatei
- Enicospilus teutys
- Enicospilus texanus
- Enicospilus thanei
- Enicospilus thetis
- Enicospilus thoas
- Enicospilus thujus
- Enicospilus tournieri
- Enicospilus toxopeus
- Enicospilus trachalus
- Enicospilus transvaalensis
- Enicospilus transversecostatus
- Enicospilus transversus
- Enicospilus tremulus
- Enicospilus tribindus
- Enicospilus tricorniatus
- Enicospilus trilineatus
- Enicospilus trilobus
- Enicospilus tripartitus Chiu, 1954
- Enicospilus tristus
- Enicospilus tyrannus
- Enicospilus ugaldei
- Enicospilus ulfstrandi
- Enicospilus ulmus
- Enicospilus umanai
- Enicospilus umbratus
- Enicospilus unctus Shimizu, 2020
- Enicospilus undulatus
- Enicospilus unicallosus
- Enicospilus unicolor
- Enicospilus unidens
- Enicospilus univittatus
- Enicospilus urocerus
- Enicospilus urus
- Enicospilus vacuus
- Enicospilus wahli
- Enicospilus waigeui
- Enicospilus waimeae
- Enicospilus wanius
- Enicospilus variegatus
- Enicospilus variicarpus
- Enicospilus vatius
- Enicospilus watshami
- Enicospilus waui
- Enicospilus vegai
- Enicospilus wenesubae
- Enicospilus venezuelanus
- Enicospilus venius
- Enicospilus verticinus
- Enicospilus vespus
- Enicospilus vestigator (Smith, 1858)
- Enicospilus vicious
- Enicospilus vidus
- Enicospilus vilmari
- Enicospilus vittator
- Enicospilus woldai
- Enicospilus volitius
- Enicospilus vollenhoveni
- Enicospilus vorax
- Enicospilus vorikus
- Enicospilus xaivus
- Enicospilus xandarus
- Enicospilus xanthocarpus
- Enicospilus xanthocephalus Cameron, 1905
- Enicospilus xanthostigma
- Enicospilus xeris
- Enicospilus xuae
- Enicospilus xuthus
- Enicospilus yamanakai
- Enicospilus yedus
- Enicospilus yezoensis (Uchida, 1928)
- Enicospilus yonezawanus (Uchida, 1928)
- Enicospilus ypsilon
- Enicospilus zaporus
- Enicospilus zebrus
- Enicospilus zemiotes
- Enicospilus zeugos Chiu, 1954
- Enicospilus zeus